# Феърфийлд (Вашингтон)
Вижте пояснителната страница за други значения на Феърфийлд.
Феърфийлд (на английски: Fairfield) е град в окръг Споукан, щата Вашингтон, САЩ. Феърфийлд е с население от 649 жители (2021)и обща площ от 1,6 km². Намира се на 787 m надморска височина. ЗИП кодът му е 99012, а телефонният му код е 509.